# 高森隆勝
高森 隆勝（たかもり たかかつ、1927年10月7日 - 2006年9月4日）は京都府出身の北海道大学名誉教授。工学博士（北海道大学）。

## 歴史
- 1927年 10月7日、京都府に生まれる。
- 1951年 3月、北海道大学理学部化学科を卒業、4月、北海道大学工学部助手になる。
- 1957年 12月、北海道大学講師になる。
- 1959年 5月、北海道大学助教授になる。
- 1963年 研究員としてカナダ国立研究所へ留学。
- 1968年 6月、北海道大学教授となる。
- 1972年 4月鉱山工学科が資源開発工学科に改称されるに伴い、選鉱学講座から改称された鉱物処理工学講座を引き続き担任。
- 1985年 4月、日本鉱業会より論文賞を授与。
- 1965年 3月、平衡論講座担当教授となる。
- 1989年 通商産業大臣表彰を受ける。
- 1991年 3月定年により退官し、4月には北海道大学名誉教授
- 2006年 9月4日、死去、享年78